# SWIFT J1822.3−1606
SWIFT J1822.3−1606 ist ein Objekt, welches mit dem Swift-Satelliten aufgespürt wurde. Es ist ein Beispiel für einen sogenannten Soft Gamma Repeater.
Neuere Untersuchungen deuten darauf hin, dass es sich bei dem Objekt um einen Magnetar handelt, allerdings mit verhältnismäßig schwachem Magnetfeld, ähnlich wie SGR 0418+5729. Nach aktuellen Modellen wird die Stärke des Magnetfelds mit 3.4 × 1013 G angegeben, womit der Magnetar tatsächlich ein für Magnetare schwaches Magnetfeld hätte.